# Mon oncle d'Amérique (film, 1926)
Pour les articles homonymes, voir Mon oncle d'Amérique.

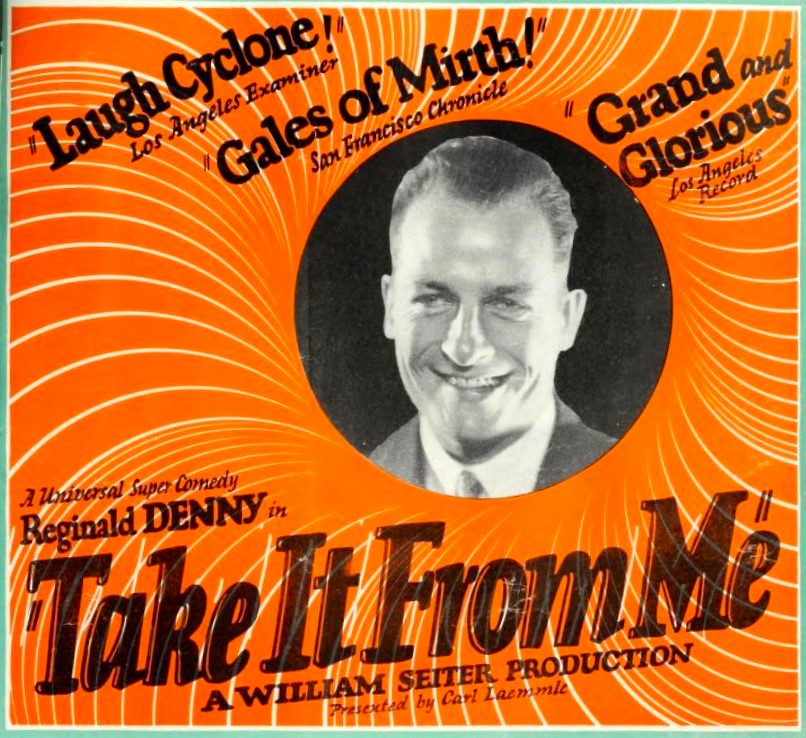
Annonce pour le film dans Variety.

 Mon oncle d'Amérique (Take It from Me) est un film américain réalisé par William A. Seiter et sorti en 1926.

## Fiche technique
- Réalisation : William A. Seiter
- Scénario : Harvey F. Thew
- Producteur : Carl Laemmle
- Photographie : Arthur L. Todd
- Montage : John Rawlins
- Production : Universal Pictures
- Durée : 70 minutes (7 bobines)[1]
- Date de sortie :
  - États-Unis : 10 octobre 1926
  - France : 28 octobre 1927

## Distribution
- Reginald Denny : Tom Eggett
- Blanche Mehaffey : Grace Gordon
- Ben Hendricks Jr. : Dick
- Lee Moran : Van
- Lucien Littlefield : Cyrus Crabb
- Ethel Wales : Miss Abbott
- Bertram Johns : Percy
- Jean Tolley : Gwen Forsythe

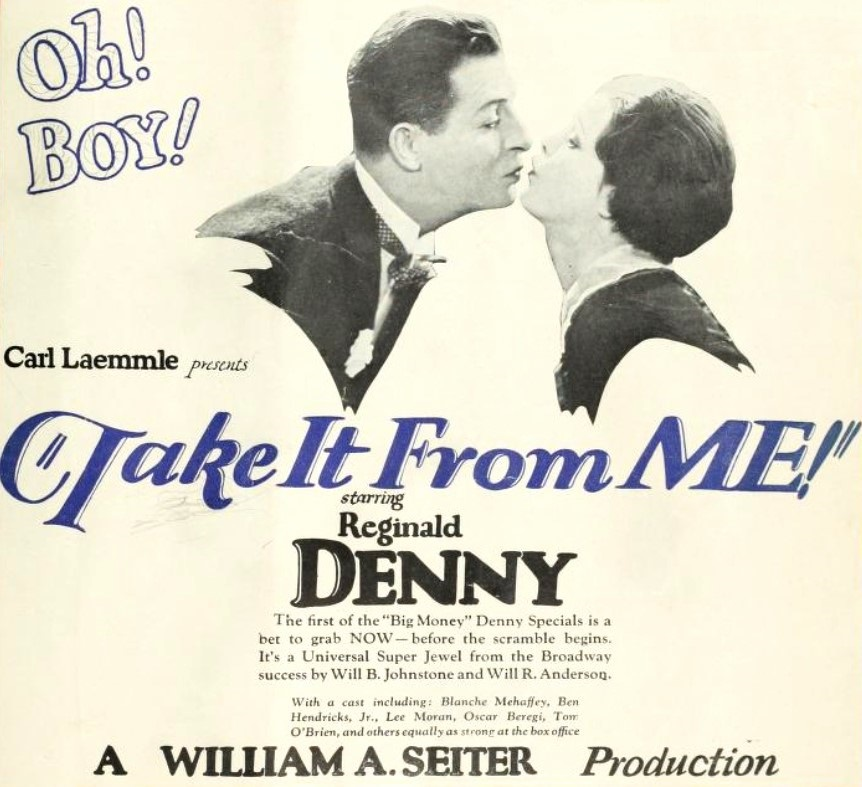
Annonce pour le film.

- Tom O'Brien :le chauffeur de taxi
- Vera Lewis : Mrs. Forsythe